# Инцест
Инце́ст (лат. incestus — «преступный, греховный»), или кровосмеше́ние (последний термин используется часто в религиозном контексте) — половая связь между близкими кровными родственниками (родителями и детьми, братьями и сёстрами). Понятие «близкий» в разных культурах определяется по-разному, хотя почти во всех культурах бытует запрет на инцест. Большинство случаев инцеста (до 15 %) происходит между сиблингами.
Следует различать инцестуальные отношения между взрослыми родственниками и сексуальные отношения с несовершеннолетними. Так, растление несовершеннолетних является в большинстве стран мира уголовным преступлением, независимо от того, совершено ли оно по отношению к своему или к чужому ребёнку. В некоторых странах (например, в Германии, Дании и др.) уголовно преследуются добровольные сексуальные контакты между совершеннолетними близкими родственниками. В России же сексуальные отношения между совершеннолетними близкими родственниками не считаются преступлением; в то же время заключение брака между родственниками по прямой восходящей и нисходящей линии, согласно ст. 14 СК РФ, запрещено.
Половые сношения между родственниками, не связанными прямым родством, называются не инцестом, а инбридингом. Помимо взаимоотношения людей, термин «инцест» употребляется и в животноводстве для обозначения скрещивания между особями, находящимися в тесном кровном родстве.

## Психологический инцест
Существует разница между юридическими и психологическими определениями инцеста. Юридическое определение объясняет это как проникающий сексуальный акт между единокровными родственниками. С точки зрения психологии инцестом могут считаться также иные действия, наносящие вред психическому здоровью жертвы. Это могут быть контакты со ртом, половыми органами и другими частями тела жертвы ради удовлетворения сексуальных желаний агрессора. При этом агрессор может и не приходиться единокровным родственником жертве, но быть близким к семье человеком, которого жертва воспринимает, как родного (например, отчим, мачеха или дальний родственник). Есть другие типы психологического инцеста, которые могут исключать контакты с телом: например, агрессор занимается мастурбацией в присутствии ребёнка или убеждает того позировать обнажённым. Жертв физически не атакуют, однако при этом они живут в обстановке регулярного вторжения в их интимную сферу (подглядывание за купанием или переодеванием жертвы, комментарии сексуального характера). Хотя такое поведение нельзя подвести под юридическое определение инцеста, его жертвы часто ощущают себя изнасилованными и страдают от тех же симптомов психических расстройств, что и жертвы настоящего инцеста.

## Инцест в истории и фольклоре
Экзогамия — запрет брачных отношений между членами родственного (род, фратрия) или локального (например, община) коллектива, существовал уже в эпоху первобытного общества. Ф. Энгельс к изданию 1884 года «Происхождение семьи, частной собственности и государства» приводит замечание К. Маркса, который критиковал концепцию семейно-брачных отношений, представленную в оперной тетралогии «Кольцо нибелунга» Р. Вагнера: «В первобытную эпоху сестра была женой, и это было нравственно». Энгельс, давая марксистскую интерпретацию эволюции семейно-брачных отношений в указанной работе, отмечал, что «Если первый шаг вперёд в организации семьи состоял в том, чтобы исключить половую связь между родителями и детьми, то второй состоял в исключении её для сестёр и братьев»:
Не подлежит сомнению, что племена, у которых кровосмешение было благодаря этому шагу ограничено, должны были развиваться быстрее и полнее, чем те, у которых брак между братьями и сёстрами оставался правилом и обязанностью. А как сильно сказалось влияние этого шага, доказывает непосредственно им вызванное и выходящее далеко за рамки первоначальной цели учреждение Рода, который образует основу общественного порядка большинства, если не всех, варварских народов земли и от которого мы в Греции и Риме переходим непосредственно в эпоху цивилизации.
Всевозможные правила для предотвращения инцеста подробно описаны в книге Зигмунда Фрейда «Тотем и табу» и работе Джеймса Фрэзера «Тотемизм и экзогамия».

### Инцест в царской традиции Древнего Египта и инков
Неосуждаемый инцест практиковался в традициях бракосочетания фараонов и инков (практически все они женились на своих сёстрах) и правителей некоторых других (Сасанидский Иран и соседние государства с влиянием зороастризма) античных государств.
В Древнем Египте это было обусловлено тем, что земельная собственность переходила по женской линии, поскольку факт материнства более очевиден, нежели отцовства. Муж мог пользоваться землёй, пока жива супруга, после же её смерти всё наследовала дочь. Поэтому женитьба на любой наследнице престола давала её супругу право управлять страной. Возраст жены в этом случае часто не имел значения — бывало, что женой становилась и пожилая старуха, и новорождённый младенец. Часто, чтобы убрать конкурентов, фараон брал в жёны всех наследниц престола. Например, Рамсес II после смерти старших супруг Нефертари Меренмут и Иситнофрет женился на своих старших дочерях. Тутанхамон, рождённый от неидентифицированной царевны, женился на своей кузине царевне Анхесенамон.
Царская чета считалась воплощением богов, в первую очередь — братьев Осириса и Сета, женатых на своих сёстрах Исиде и Нефтиде. Династические браки между братьями и сёстрами в правящей династии освящались с позиций престолонаследия для удержания власти в кругу одной семьи, сохранения чистоты «солнечной крови» воплощений египетских богов и недопустимости родственных связей с нецарствующими семьями.

### Инцест в античности
У древних римлян слово incestus обозначало вообще всякое прелюбодеяние. В религиозном отношении инцестом называлось нецеломудрие жриц Весты, осквернение святости весталок другими лицами, в чём обвинялся Клодий, а также запрещённая связь между родственниками, или кровосмешение, например, между братом и сестрой и т. п. Так, браки, в которых муж и жена являлись родственниками до 4 колена, считались инцестом и карались смертной казнью (позднее ссылкой). Однако со временем условие о родственных связях между супругами стало менее строгим: с I века до н. э. был разрешён брак между двоюродными братьями и сёстрами.
В античных языческих верованиях инцест был нормой жизни богов. Вся древняя мифология полна инцестуозных и промискуитетных сюжетов. Однако женитьба царя Эдипа на своей матери, царице Иокасте, в трагедии Софокла именуется «грехом».
В. Н. Татищев сообщает, что древляне «крали себе невест от отцов и сродников». А. Г. Смирнов считал «несомненным» даже и то, о чём в летописи совсем не упоминается, а именно, «что в древности братья имели супружеские права на сестёр».

### Осуждение инцеста вБиблиии вавраамических религиях

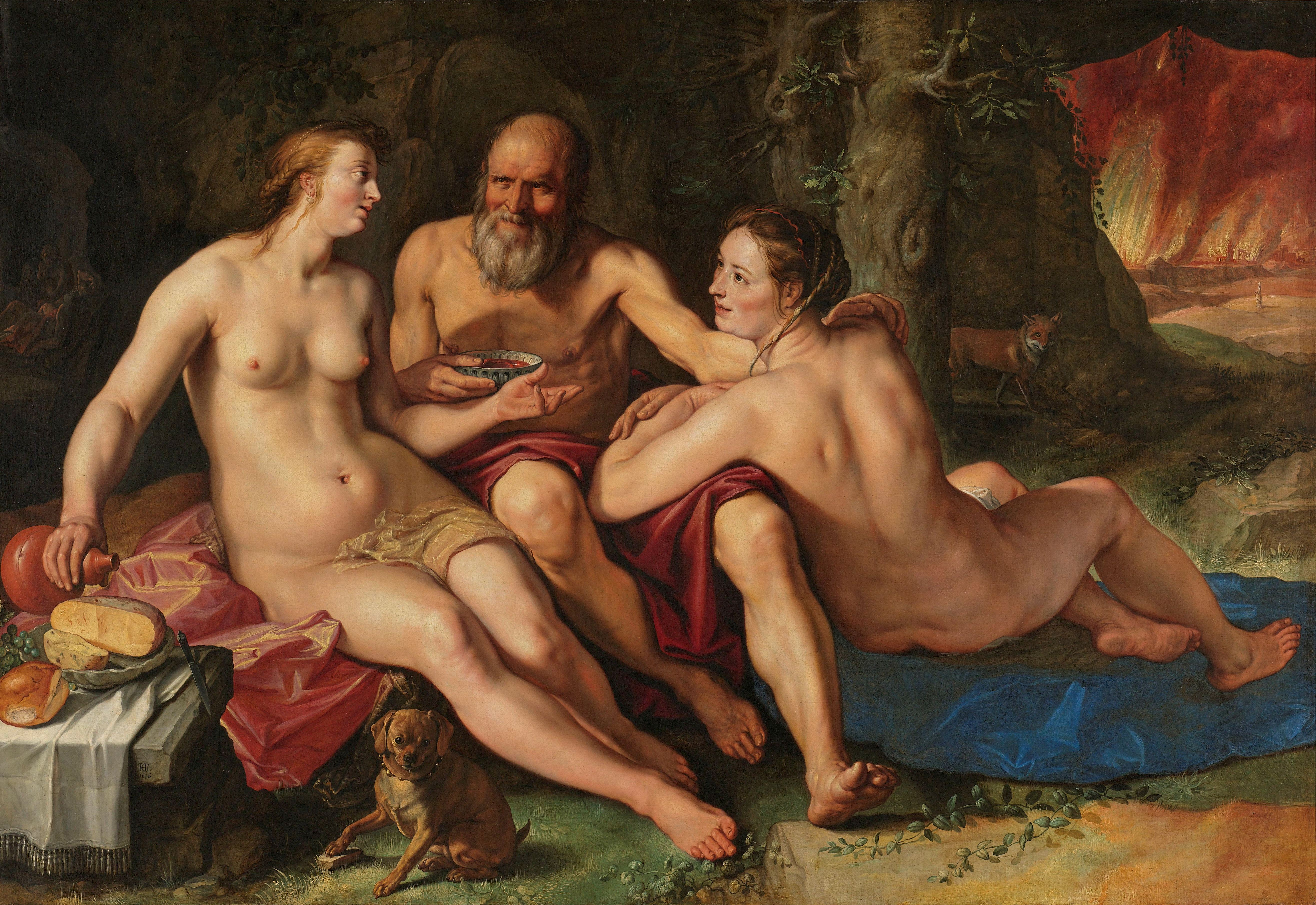
«Лот с дочерьми», картина Х. Гольциуса

Библия является одним из древних письменных источников, описывающих инцест. В книгах «Левит» (Лев. 20:10-21) и «Второзаконие», где установлены точные и подробные правила сексуального поведения, запрет на инцест указывается среди запретов на внебрачные, гомосексуальные и зоофильные связи, — там инцест называется «открытием наготы» родственников — и карается смертной казнью так же, как и нарушения запретов на внебрачные, гомосексуальные и зоофильные связи.
В библейском повествовании первый инцест на земле был совершён детьми перволюдей Адама и Евы. Их кровосмесительный союз был вынужденным и потому признан священным, а не преступным. Иудаизм и большинство направлений христианства исходят из того, что установленный позже (при Моисее) запрет на кровосмешение, как и любой другой закон, не может быть применён ретроактивно. Запрет на кровосмешение, в отличие, например, от запрета на съедение плода Древа познания добра и зла, не был дан Адаму в момент его сотворения. Согласно иудейской и христианской традиции всё человечество получило этот запрет после Всемирного потопа. Поэтому, согласно Библии, кровосмешение в допотопные времена не может считаться греховным.
Библия описывает инцест и после истребления Богом греховного города Содома (Быт. 19:30-38): спаслись Лот и две его дочери, которые решили, что отец никогда не выдаст их замуж. Для продолжения рода, напоив отца вином, дочери вступили с ним в кровосмесительную связь. Согласно Библии, их потомством стали языческие народы, враги Иудеи и правой веры (моавитяне и аммонитяне). Втор. 23:3 говорит: «Аммонитянин и Моавитянин не может войти в общество Господне, и десятое поколение их не может войти в общество Господне во веки». Также жена пророка Авраама была, для безопасности, названа праотцом единокровной сестрой: «она дочь отца моего, только не дочь матери моей; и сделалась моею женою» (Быт. 20:12).
Постановления церковных соборов и королевское законодательство в Европе с конца VIII века предписывали священникам проводить перед свадьбой расследование родственных связей вступающих в брак с целью предупреждения инцеста. В одном из капитуляриев Карла Великого было указано, что благословение на бракосочетание, как и самое бракосочетание может последовать только после такого расследования.
Согласно Уставу князя Ярослава (Краткая редакция), за нарушение запрета на «кровосмесительные связи» предусматривалось наказание в зависимости от степени родства (ст. ст. 12, 14, 15, 19, 21). Так, за половые отношения между братом и сестрой (ст. 14) полагалось 100 гривен штрафа и «в казни по закону», между племянником и тёткой или племянницей и дядей (ст. 15) — штраф 80 гривен, «а их розлучити» и епитимья, между пасынком и мачехой (ст. 22) — 40 гривен штрафа.

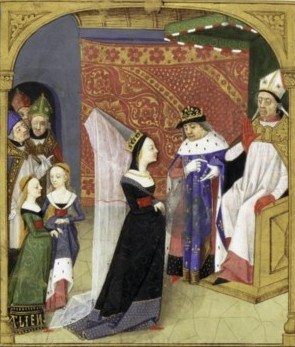
Папа даёт развод Алиеноре Аквитанской и Людовику VII (троюродным брату и сестре)

Европейские аристократы в Средние века не раз освобождались от супруг, обосновывая это запретом на кровосмешение. Так, английский король Генрих Тюдор развёлся со своей первой женой Екатериной Арагонской на основании того, что она была вдовой его брата Артура, а посему — его, Генриха, близкой родственницей (хотя фактически здесь имел место не инцест, а левират).
В исламе к инцесту относятся очень жёстко, все проявления инцеста осуждаются. К инцесту приравнивается даже брак между людьми, имевшими одну кормилицу. Запрещён брак между дядей и племянницей, тётей и племянником. Но при этом брак между двоюродными братом и сестрой не считается инцестом.

## Генетические последствия у инцестных детей
При инцесте значительно повышается вероятность встречи одних и тех же патологических генов (см. Инбредная депрессия). То есть снижаются преимущества полового размножения, которые в соответствии с гипотезой Кондрашова или детерминированной гипотезой мутаций проявляются в возможности избавления от вредных мутаций путём компенсации здоровой копией того же гена, полученной от другого родителя.
Если при неродственных браках вероятность рождения ребёнка с серьёзным генетическим (врождённым) дефектом или умственной отсталостью порядка 3—4 %, то при инцесте она значительно возрастает. В генетике данный процесс называют выщеплением рецессивных гомозигот. К примеру, многочисленные физические и психические патологии наследника испанского престола Дона Карлоса связаны с тем, что в результате кровосмесительных браков он имел только четверых прабабушек и прадедушек из восьми возможных и только шесть прапрабабушек и прапрадедушек из шестнадцати возможных.
Однако, если семейная пара (брат+сестра, дядя+племянница, тётя+племянник) уже состоят в браке или собираются заводить семью, то медики крайне настаивают на проведении исследования на предмет наличия патологических генов у обоих супругов, совместимость супругов по антигенам HLA. Если предрасположенность к наследственным заболеваниям не выявится, то можно условно считать брак равнозначным (по вероятности рождения больного потомства) неродственному.

## Инцест и современное законодательство
Инцестуальная связь может происходить во всех социально-экономических слоях общества. Причины кроются в психологии, нежели в социальных, культурных, расовых или экономических особенностях.
В большинстве стран мира браки и половая связь между близкими родственниками запрещены и осуждаются общественной моралью (степень допустимой близости родства варьируется в зависимости от страны и культуры), а в некоторых странах являются и уголовно наказуемыми.

### Инцест между взрослыми и детьми
Сексуальные отношения с не достигшими возраста согласия лицами (см. совращение несовершеннолетних) запрещены в большинстве стран современного мира. В законодательстве некоторых стран предусмотрены также более суровые наказания за сексуальные отношения между родителями и ребёнком.

### Инцест между взрослыми родственниками
Кровосмесительные отношения между взрослыми, например, между братом и сестрой, являются незаконными в некоторых странах, например, в Германии, Швейцарии, Польше и Ирландии. Эти законы часто подвергаются критике ввиду частого отсутствия потерпевших (например, если пара не имеет детей). Время от времени делаются предложения аннулировать эти законы.
| Страна         | Закон, устанавливающий уголовную ответственность за инцест между взрослыми родственниками |
| -------------- | ----------------------------------------------------------------------------------------- |
| Австрия        | Параграф 211 УК Австрии                                                                   |
| Великобритания | Статья 27, Sexual Offences Act 2003                                                       |
| Вьетнам        | Статья 150 УК Вьетнама                                                                    |
| Германия       | Параграф 173 УК ФРГ                                                                       |
| Дания          | Параграф 210 УК Дании                                                                     |
| Ирландия       | Criminal Law (Incest Proceedings) Act 1995                                                |
| Италия         | Статья 564 УК Италии                                                                      |
| Канада         | Статья 155 УК Канады                                                                      |
| Лихтенштейн    | Параграф 211 УК Лихтенштейна                                                              |
| Малайзия       | Статья 376 УК Малайзии                                                                    |
| Новая Зеландия | Статья 130, Crimes Act 1961                                                               |
| Норвегия       | 197—199 УК Норвегии                                                                       |
| Польша         | Статья 201 УК Польши                                                                      |
| Румыния        | Статья 377 УК Румынии (ст. 203 в старом УК)                                               |
| Сингапур       | Статья 376G УК Сингапура                                                                  |
| Словения       | Статья 204 УК Словении                                                                    |
| США            | Список штатов и соответствующих законов                                                   |
| Уганда         | Статья 149 УК Уганды                                                                      |
| Швейцария      | Статья 213 УК Швейцарии                                                                   |
| Швеция         | Параграф 7 (глава 6) УК Швеции                                                            |
| Финляндия      | Параграф 22 (глава 17) УК Финляндии                                                       |

Во многих странах, например, во Франции, Бельгии, Нидерландах, Португалии и России, инцест не преследуется уголовно.

### Законодательное регулирование родственных браков

#### Россия
Статья 14 Семейного кодекса Российской Федерации не допускает заключения брака между:
- родственниками по прямой восходящей линии (то есть между родителями и детьми, дедушкой/бабушкой и внуками);
- между полнородными и неполнородными братьями и сёстрами;
- между усыновителями и усыновлёнными.

Таким образом, заключение брака между дядей и племянницей, тётей и племянником или между двоюродными братом и сестрой допускается. По факту в России близкие родственники заключают браки, не уведомляя ЗАГС о родственных связях. Работники ЗАГС, в свою очередь, не обязаны по регламенту проверять или требовать подтвердить документально отсутствия родства. Брак признаётся заключённым, даже в случае последующего выявления родства супругов. Ссылка на 14 статью не может быть поводом для уклонения от алиментов или раздела совместно нажитого имущества, так как в этих вопросах важен факт наличия брака, а не законность его заключения. Нарушение 14 статьи облагается незначительным административным штрафом как за подачу ложных данных.
В Российской империи (до 1917 года) запрещалось вступление в брак лиц ближе пятой степени родства, однако для неправославных ограничения были мягче.

#### Беларусь
В статье 19 кодекса Республики Беларусь «О браке и семье» предусмотрено, что на территории Республики Беларусь не допускается заключение брака между близкими родственниками (родственниками по прямой восходящей и нисходящей линии, между полнородными и не полнородными братьями и сёстрами, родителями и детьми (в том числе усыновителями и усыновлёнными)).

#### США
Во всех штатах, кроме трёх (Нью-Джерси, Огайо и Род-Айленд), инцест между взрослыми по обоюдному согласию является уголовно наказуемым. В Нью-Джерси и Род-Айленде инцест между взрослыми по обоюдному согласию (16 лет и старше в Род-Айленде и 18 лет и старше в Нью-Джерси) не является уголовным преступлением, хотя брак в этих штатах запрещён. В Нью-Джерси также ужесточается наказание за сексуальные преступления против несовершеннолетних, если они совершены в рамках инцеста, а также криминализируется инцест с участием лиц в возрасте 16—17 лет (возраст согласия в Нью-Джерси — 16 лет). В штате Огайо инцест между взрослыми по обоюдному согласию разрешён только в том случае, если один партнёр не является родителем для другого.

#### Таджикистан
С 1 июля 2016 года в Таджикистане запрещены Семейным кодексом браки между:
- родным братом и родной сестрой;
- двоюродным братом и двоюродной сестрой;
- троюродным братом и троюродной сестрой;
- тётей и племянником;
- дядей и племянницей;
- детьми братьев и сестёр;
- лицами, находившимися на грудном вскармливании у одной женщины.